# Théodoric (abbé)
Pour les articles homonymes, voir Théodoric.
Thierry ou Théodoric (Theodoricus), né au Xe siècle et mort le 17 mai 1027 est un bénédictin, abbé de Jumièges et du mont Saint-Michel. 

## Biographie
D'origine bourguignonne, il est le parrain de Thierry de Mathonville, moine de Jumièges et premier abbé de Saint-Évroult. Il n'appartient pas à la famille de Montgommery. Il serait le propinquus du père de Roger de Montgommery.
Disciple de Guillaume de Volpiano, il est moine de Saint-Bénigne de Dijon puis moine et prieur de Fécamp.
Il devient abbé de Jumièges en 1017. Il commence la construction de l'église de Jumièges et introduit les coutumes de Saint-Bénigne de Dijon.
En 1023, il est nommé abbé du Mont-Saint-Michel en remplacement de Suppon. Il fait reconstruire l'église du Mont. Il souscrit en 1022/1025 à l'acte de fondation de l'abbaye de Fruttuaria.
En août 1025, il devient gardien ou custos de Bernay, nommé par Guillaume de Volpiano après que Bernay lui a été confié par le duc Richard II de Normandie. Thierry donne ou aliène la moitié de Bernay à la famille de Montgommery.
Thierry meurt le 17 mai 1027 à Jumièges et est enterré dans la chapelle Saint-Sauveur.